# Tre'Quan Smith
(en) Statistiques sur pro-football-reference
Tre'Quan Smith (né le 7 janvier 1996) est un américain, joueur professionnel de football américain. Il évolue au poste de wide receiver pour les Saints de la Nouvelle-Orléans de la National Football League (NFL) depuis la saison 2018. Au niveau universitaire, il avait joué pour les Knights représentant l'université du centre de la Floride au sein de la NCAA Division I Football Bowl Subdivision.

## Jeunes années
Smith a fréquenté la Village Academy High School à Delray Beach, en Floride. Il n'a pas commencé à jouer au football avant sa première année au lycée (freshman). Il s'est engagé auprès de l'Université de Floride centrale (UCF) à jouer au football universitaire.

## Carrière universitaire
Smith a assisté et joué à l'UCF de 2014 à 2017. Au cours de sa carrière universitaire, il a effectué 168 réceptions pour 2 748 yards et 22 touchdowns. Après sa saison junior, il s'est présenté à la draft 2018 de la NFL,. Il a joué dans le Senior Bowl 2018.
| Année    | Université | Conférence | Classe | Position | MJ | Réc | Yds   | Moy  | TD |
| -------- | ---------- | ---------- | ------ | -------- | -- | --- | ----- | ---- | -- |
| 2015     | UCF        | American   | FR     | WR       | 12 | 52  | 724   | 13.9 | 4  |
| 2016     | UCF        | American   | SO     | WR       | 12 | 57  | 853   | 15.0 | 5  |
| 2017     | UCF        | American   | JR     | WR       | 13 | 59  | 1,171 | 19.8 | 13 |
| Carrière | UCF        |            |        |          |    | 168 | 2,748 | 16.4 | 22 |

## Carrière professionnelle
Le 6 janvier 2018, Smith a publié une déclaration sur son compte Twitter, annonçant sa décision de renoncer à son admissibilité restante et de se déclarer pour la draft NFL de 2018. Le 10 janvier 2018, il a été annoncé que Smith avait accepté son invitation à jouer dans le Senior Bowl. Bien qu'il soit un junior redshirt, Smith était éligible pour jouer puisqu'il avait déjà son diplôme. Le 27 janvier 2018, Smith a capté cinq réceptions pour 83 yards et a marqué un touchdown de 14 yards sur une passe du quarterback Mike White pour aider le Nord à vaincre le Sud 45–16.
Smith a assisté au NFL Scouting Combine à Indianapolis et a effectué tous les exercices physiques. Il a obtenu le troisième meilleur saut en longueur et le 14e meilleur temps dans le sprint de 40 yards de tous les joueurs qui y ont participé. Le 29 mars 2018, il a participé à la journée des professionnels de la Floride centrale, mais a choisi de rester sur ses résultats du Combine et de ne faire que des exercices de positionnement. Smith a assisté à une séance d'entraînement privée avec les Buccaneers de Tampa Bay et les Giants de New York,. À la fin du processus préliminaire, les experts en matière de sélection et les dépisteurs de la NFL annoncaient Smith comme un choix de 3e ou 4e tour. Il a été classé 10e meilleur wide receiver de la draft par Scouts Inc. et 11e par DraftScout.com,.
| Taille             | Poids          | Bras               | Main              | Sprint 40 yd | au 10 yd | au 20 yd | 20 yd shuttle | 3 cone drill | DV                 | DH                   | Wonderlic |
| ------------------ | -------------- | ------------------ | ----------------- | ------------ | -------- | -------- | ------------- | ------------ | ------------------ | -------------------- | --------- |
| 6 ft 2 in (1.88 m) | 203 lb (92 kg) | 33 3⁄8 in (0.85 m) | 9 1⁄2 in (0.24 m) | 4.49 s       | 1.60 s   | 2.65 s   | 4.50 s        | 6.97 s       | 37 1⁄2 in (0.95 m) | 10 ft 10 in (3.30 m) |           |

### Saints de La Nouvelle-Orléans

#### Saison 2018
Les Saints de la Nouvelle-Orléans ont sélectionné Smith au troisième tour (91e au total) de la draft NFL 2018. Smith était le 10ème wide receiver choisi.
Le 21 mai 2018, il a signé un contrat de quatre ans d'une valeur de 3,42 millions de dollars, qui inclut une prime à la signature de 817 024 dollars,. Lors de la deuxième semaine contre les Browns de Cleveland, il a enregistré sa première réception professionnelle, totalisant 18 yards , lors de la victoire 21-18. Le 8 octobre 2018, lors du Monday Night Football contre les Redskins de Washington, Smith a capté une passe de touchdown de 62 yards de Drew Brees, ce qui a permis à Brees de dépasser Peyton Manning pour le plus grand nombre de passes en carrière de l'histoire de la NFL. Le touchdown faisait partie d’une performance de Smith de trois réceptions, 111 yards et deux TD. Lors de la 11e semaine contre les Eagles de Philadelphie, champions du Super Bowl LII, Smith a dix réceptions pour 152 yards et un touchdown.

#### Saison 2019
Lors de la semaine 2, contre les Chargers de Los Angeles, Smith doit quitter le terrain au quatrième quart-temps pour une blessure à la cheville. Déclaré douteux pour revenir dans le match, il manque les deux semaines suivantes et revient en semaine 5. Lors du match contre les Buccaneers de Tampa Bay il se blesse de nouveau la cheville et doit sortir du terrain. Il n'est retiré de la liste des blessés qu'en dixième semaine pour jouer le match contre les Falcons d'Atlanta. Il termine la saison, sans plus de problèmes de blessure, avec 18 réceptions pour 234 yards.}

## Statistiques NFL

### Saison régulière
| Année  | Équipe                        | MJ     |     | Courses | Courses | Courses | Courses |       | Passes réceptionnées | Passes réceptionnées | Passes réceptionnées | Passes réceptionnées |
| Année  | Équipe                        | MJ     | Nb. | Yards   | Moy.    | TD      | Nb.     | Yards | Moy.                 | TD                   |                      |                      |
| 2018   | Saints de La Nouvelle-Orléans | 15     | 0   | 0       | 0       | 0       | 28      | 427   | 15,3                 | 5                    |                      |                      |
| 2019   | Saints de La Nouvelle-Orléans | 11     | 0   | 0       | 0       | 0       | 18      | 234   | 13,0                 | 5                    |                      |                      |
| Totaux | Totaux                        | Totaux | 0   | 0       | 0       | 0       | 46      | 661   | 14,4                 | 10                   |                      |                      |

### Séries éliminatoires
| Année  | Équipe                        | MJ     |     | Courses | Courses | Courses | Courses |       | Passes réceptionnées | Passes réceptionnées | Passes réceptionnées | Passes réceptionnées |
| Année  | Équipe                        | MJ     | Nb. | Yards   | Moy.    | TD      | Nb.     | Yards | Moy.                 | TD                   |                      |                      |
| 2018   | Saints de La Nouvelle-Orléans | 2      | 0   | 0       | 0,0     | 0       | 2       | 25    | 12,5                 | 0                    |                      |                      |
| 2019   | Saints de La Nouvelle-Orléans | 1      | 0   | 0       | 0,0     | 0       | 0       | 0     | 0,0                  | 0                    |                      |                      |
| Totaux | Totaux                        | Totaux | 0   | 0       | 0,0     | 0       | 2       | 25    | 12,5                 | 0                    |                      |                      |